# Цакни, Михаил Аргирьевич
Михаил Аргирьевич Цакни (1818, Кады-Кой, Крым — 29 мая 1886, Крым) — русский военачальник греческого происхождения, генерал-лейтенант (1869), наказной атаман Кубанского казачьего войска (1869—1873).

## Биография
Будущий генерал родился в 1818 году в Крыму, в селении Кады-Кой в бедной многодетной семье поручика Аргирия Цакни, в силу чина отца считавшейся дворянской. Его матерью была Елена, урождённая Каракули; семья имела греческое происхождение как по отцовской, так и по материнской линии.
На службу Михаил Аргирьевич поступил в 1834 году унтер-офицером в Нашебургский пехотный полк, который вскоре был расформирован, после чего Цакни оказался в 4-м Черноморском линейном батальоне, который нёс службу на Черноморской береговой линии.
Черноморская береговая линия, которая в те годы, под руководством генерала Н. Н. Раевского (Младшего) и адмирала Серебрякова, только возводилась, представляла собой цепочку укреплений и портов вдоль западного побережья Кавказа, от Новороссийска до Сухума. Укрепления располагались в низинах при устьях рек, чтобы препятствовать турецкой контрабанде, в окружении малярийных болот и горных гряд, с которых они просматривались и обстреливались горцами. Все эти укрепления, расположенные на месте современных Гагр, Пицунды, Сочи, считались местами ссылки, средний срок выживания на службе в них, по словам Г. И. Филипсона, исполнявшего обязанности начальника штаба Черноморской береговой линии, составлял 6 лет. Там нашли свою смерть некоторые бывшие декабристы, в том числе, поэт князь Одоевский и писатель Бестужев-Марлинский.
Помимо ссыльных за политические или иные провинности, гарнизоны комплектовались офицерами, стремившимися к ускоренному производству в следующий чин невзирая на самые опасные условия. К таким людям принадлежал и М. А. Цакни, которому перед этим с огромным трудом удалось добиться даже просто подтверждения своего дворянского достоинства, что, по крайней мере, давало право производства в офицерский чин.
Надежды Цакни на продвижение по службе первоначально полностью оправдались. Прослужив шесть лет на линии, в частности, в Геленджике, он неоднократно участвовал в стычках с горцами, стал кавалером ордена святого Станислава 4-й степени, а в 1840 году был уже майором и начальником Вельяминовского укрепления. К Цакни с симпатией относился Г. И. Филипсон
Весна 1840 года оказалась тяжелой для Черноморской линии. Горцы большими партиями атаковали и взяли штурмом несколько укреплений, в том числе Вельяминовское, которое пало после упорного боя. Комендант укрепления майор Цакни был захвачен в плен, спустя несколько месяцев был выкуплен или обменян; формально претензий к нему у начальства не было, однако его продвижение по службе сильно замедлилось.
На протяжении следующих 16 лет Цакни продолжал служить на линии, активно участвовал в сражениях против горцев, пока в 1854 году, в ходе Крымской войны вице-адмирал Серебряков не был вынужден эвакуировать гарнизоны крепостей линии, которые остались без поддержки после затопления главных сил Черноморского флота на рейде Севастополя.
Однако, уже в 1856 году, после того, как Крымская война была закончена, началось восстановление укреплений. Цакни со своим отрядом лично участвовал в изгнании горцев из опустевших и частично разрушенных перед эвакуацией укреплений, восстановлении крепости Анапа и других.
Кавказская война вступила в финальную фазу. С 1857 года подполковник Цакни участвовал в сражениях против черкесов и убыхов в долине реки Адагум, за что 30 ноября 1857 года получил чин полковника, а в 1861 году — золотую саблю за храбрость.
21 сентября 1861 года Цакни был награждён чином генерал-майора. В марте 1863 года Цакни служил в интендантском ведомстве Кавказской армии, в 1865 году стал помощником начальника Кубанской области, а в 1869 году — начальником Кубанской области и наказным атаманом Кубанского войска.
30 августа 1869 года он получил чин генерал-лейтенанта. В 1873 году за допущение крупных беспорядков в станице Полтавской был отстранён от должности, но остался на военной службе в качестве состоящего при Кавказской армии и вернулся на родину — в Крым. Судя по последнему упоминанию в списках генералам постаршинству, вышел в отставку не позже июля 1882 года.
Генерал-лейтенант и кавалер Михаил Аргирьевич Цакни скончался 29 мая 1886 года в возрасте шестидесяти пяти лет и был похоронен на кладбище своей родной деревни Кады-Кой (район Кадыковка на северной окраине Балаклавы).

## Награды
- Орден Святой Анны 3 степени с бантом.
- Орден Святого Станислава 2 степени с мечами.
- Орден Святого Владимира 4 степени с бантом.
- Орден Святого Станислава 1 степени с мечами.
- Орден Святой Анны 1 степени с мечами.
- Орден Святого Владимира 2 степени.
- Золотая сабля «За храбрость» (1861).